# Network Press
Network Press war ein deutschsprachiges Musikmagazin und eine Szenezeitschrift im Special-Interest-Bereich von 1985–1993.

## Inhalt
Network Press, ursprünglich als Zeitschrift für den Bereich Disco und Dance herausgegeben, verstand sich als Special-Interest-Musikmagazin und als Szenezeitschrift der Discjockeys und der Clubszene. Der in den 1980er und 1990er Jahren populär werdende Dancefloor-Sound aus Rhythm and Blues, Funk, Soul, Hip-Hop, House, Latin, Reggae und Techno veränderte die Musiklandschaft gravierend. Viele der Musiktitel verdankten ihre Veröffentlichung und Popularität den DJs und Radiomoderatoren, die sie ihrem Publikum „live“ oder „on the air“ vorstellten. Das Musikmagazin veröffentlichte Musiktrends, berichtete aus der jeweiligen Szene und beleuchtete Entwicklungen an der Basis, dem Underground der Musikszene.
Die Network Dance Charts später Network Top 45 war ein Ranking der Beliebtheit eingesetzter Titel in Clubs und Radiostationen, noch bevor die Titel über Verkaufszahlencharts bewertet werden konnten.
Umfang:
Network Press: zwischen 64 und 112 Seiten Inhalt + 4 Seiten Umschlag, A4, abwechselnd s/w + 4/c
Network News: 8 Seiten Inhalt, A4, 4/c

## Geschichte
Die Zeitschrift erschien erstmals 1985 auf dem Markt mit einer Auflage von 12.000 Exemplaren. Anfangs noch unter dem Namen „Das deutschsprachige Magazin für Disco und Dance“ als 14-tägliches Periodikum durch den R.A.N. Verlag in Hamburg vertrieben, wurde in Folge der Zeitschriftentitel auf Network Press umgeändert.
Network Press verstand sich als Szenemagazin der DJ-Szene und pflegte eine enge Verbindung zum DMC Disco Mix Club einer internationalen Organisation für DJs.
Im weiteren Verlauf geriet der R.A.N. Verlag mehr und mehr unter finanziellen Druck und die Zeitschrift stand kurz vor dem Aus. Um Arbeitsplätze zu retten und das regelmäßige Erscheinen der Zeitschrift zu gewährleisten, wurde der Verlag von der Musik Nachrichten Service M.N.S. GmbH München übernommen. Der Verlag zog innerhalb Hamburgs in die Deichstr. 23 um. Die Verlagsleitung hatte ihren Sitz in München.
Die Produktion der Zeitschriften Network Press und Network News erfolgte via QuarkXPress und setzte damit neue Maßstäbe beim hausinternen Desktop-Publishing der 1980er Jahre.
Die 14-tägliche Produktion wurde auf monatliches Erscheinen umgestellt. Nach der 100. Ausgabe von NP entschied man sich wieder bei Ausgabe Nr. 1 (Abbildung Network Press Nr. 7 aus der neuen Reihe) zu beginnen. Das Erscheinen an den Kiosken wurde durch einen neuen Pressevertrieb besser promoted. Copypreis lag bei 5,00 DM für Network Press und 1,50 DM für Network News. Die ca. 5000 Abonnenten wurden über den verbesserten Postvertrieb (Postvertriebsnummer B 8143 E) bedient. Es entstand ein weiteres Zeitschriftenobjekt mit Namen Network News, das mit seinem 7-täglichen Erscheinungszyklus als Ideengeber für den Schallplatten- und CD-Einzelhandel gedacht war. Neueste Trends wurden so rasch dem Handel geliefert; Schallplattenhändler sollten so unmittelbar nach Erscheinen der Musiktitel ihren Einkauf über neueste Trends informieren können. Network News, mit einer verkauften Auflage von wöchentlich 10.000 Exemplaren, hatte als Kernstück die Network Dance Charts Top 45, an denen sich unter anderen auch 30 bundesweite Radiostationen orientieren konnten.

## Konzept
Einer der neuen Verleger und Geschäftsführer, Ralph Kubick setzte damit auf ein neuartiges, intelligentes Verlagskonzept und auf eine Reihe von Innovationen die in kürzester Zeit die verkaufte Auflage von Network Press auf 25.000 Exemplare (1989) erhöhte, den Anzeigenumsatz (der ganzseitige Anzeigenpreis 1/1 für eine 4c-Anzeige lag bei 4420 DM) vervielfachte und zahlreiche Werbekampagnen entstehen ließ.
Damit wurde auch eine hauseigene Werbeabteilung ins Leben gerufen, die mit trendgerechten Kampagnen und Werbekonzepten nicht nur die Anzeigenkunden optimal bedienen konnte, sondern namhaften Agenturen und Markenartiklern Trends im Jugendmarketing und im Discjockey-Bereich zugänglich machte. Waren die gängigen deutschen Musikcharts bis dato Rock-lastig, war Network Press mit ein Türöffner für Hip-Hop, House, R&B, Black Musik und dem Dancefloor auch in der Werbelandschaft. U.a. beschallte C&A seine Filialen mit den neuesten Trends der Network Press Charts Top 45, die monatlich über Tonträger-Kompilations an die Modefilialen geliefert wurden. Über 350 Werbeclips mit „Network Press presents …“ über das Jahr im privaten Fernsehen flankierten diese Aktionen. Es entstanden so Kampagnen für Markenartikler, führende Unternehmen aus der Unterhaltungsindustrie und der Tonträgerindustrie wie Technics, Marlboro Music, C&A Young Collection und viele andere.
Mit Network Promo Pool wurde eine weitere Idee umgesetzt. Sogenannte Weißmuster – Promo-Tonträger, also unveröffentlichte Muster der Musikindustrie wurden einem ausgewählten DJ-Pool zur Verfügung gestellt. Die Bewertungen über die Akzeptanz der Neuerscheinung am Markt wurden im Anschluss der Musikindustrie innerhalb von 14 Tagen mit einem genauen Feedback aus den Clubs präsentiert. Mit dem an Network Press angeschlossenen (Schallplattenladen) Recordstore München versuchte man einen Treffpunkt für DJs einzurichten und einen weiteren Bereich zu erschließen. Namhafte DJs wie Tom Novy und DJ Woody begleiteten den Recordstore.
Auch im Anzeigengeschäft ging man neue Wege. Produktbesprechungen und -berichte sollten möglichst authentisch und glaubwürdig den Leser erreichen. Glaubwürdigkeit wurde damit von der Unternehmensführung groß geschrieben, Beiträge sollten sich nicht erkauft werden können. Inserate wurden direkt auf den Kunden zugeschnitten, konzeptionell und inhaltlich an Beiträge angelehnt. Die so entstandenen maßgeschneiderten Werbeflächen veränderten den Anzeigenumsatz evident. Mitarbeiter wurden speziell auf diese Konzepte geschult, die aus modernsten Marketingentwicklungen übernommen und von dem Unternehmen selber weiterentwickelt wurden.
Weiterhin zwischenzeitlich wurde das Musikmagazin Frontpage als Beilage von Network Press vertrieben. Zum einen wurde damit der Musikbereich für elektronische Musik und Technokultur präsentiert und unterstützt, zum anderen profitierten beide Unternehmen von dieser Allianz. Das Szenemagazin Frontpage avancierte in den 1990er Jahren zu einem der einflussreichsten Printmedien der Technoszene.
Die Network News mit den Network Dance Charts Top 45 entwickelten sich mit ihrem wöchentlichen Erscheinen nicht nur als weiterer Werbeträger, sondern erschlossen auch neue Leserzielgruppen und Abonnenten wie z. B. Einkäufer der Unterhaltungsindustrie, die Network News als Barometer für ihren Einkauf nutzten.

## Redaktioneller Inhalt
1987 geriet Network Press selbst in die Schlagzeilen, als es das zurückgezogene Black Album von Prince vorstellte und der NDR Lieder des Albums im Radio-Nachtprogramm spielte.
Einstweilige Verfügungen unter anderen gegen die Musikzeitschrift Network Press und gegen die Landesrundfunkanstalt NDR waren die Folge.
Covertitel bzw. Titelblätter von Network Press präsentierten u. a. folgende Musiker:
- Terence Trent D'Arby
- Prince
- Janet Jackson
- Stock Aitken Waterman
- Cameo
- Kool & The Gang
- Pet Shop Boys
- Jellybean
- Front 242
- Bobby McFerrin
- Wee Papa Girl Rappers
- Simply Red
- Depeche Mode
- De La Soul
- Coldcut
- Soul II Soul
- Tone Loc
- Inner City
- Alyson Williams
- Chaka Khan
- Public Enemy
- Roger Troutman
- Dieter Bohlen
- George Clinton
- Luther Vandross
- Leila K
- Boo-Yaa tribe
- Snap
- Blaze
- Stevie Wonder
- Jazzie B
- MC Hammer
- Seal.

Die Redaktion wurde von namhaften Redakteuren und Journalisten begleitet wie: Stefan Kassel, Götz Bühler, Michael Reinboth, Ben Liebrand, Jens Mahlstedt, Matthias Vogt, Claus Bachor, Mijk van Dijk, Rainer Kühn, Günther Jacob, Edda Baumann, Andre Luth, Alexander Schreck, Joel Amaretto, Frank Brockmann, Anja Bumann, Uwe Buschmann, Florian Diehl, Stefan Diekmann, Jens Dommes, Sybille Dormann, Jonathan Fischer, Oliver Glasenapp, Martina Glomb, Christian Gummig, Graf Haufen, Jürgen Hoffmann, Julian-Denis Höger, Thomas Hürtgen, Stefan Kloos, Patrick Knebel, Sascha Kohn, Ingrid Kühn, Katrin A. Kunze, Sabine Meyer, Dirk Neuß, Dr. Nox, Rolf Günther Philips, Mathias Rewig, Frank Schulz, Norbert Seip, Axel P. Sommerfeld, Philip Velten, Mike Ward, James Hamilton (Auszug Impressum).
Das Büro in New York wurde von Edda Baumann vertreten.

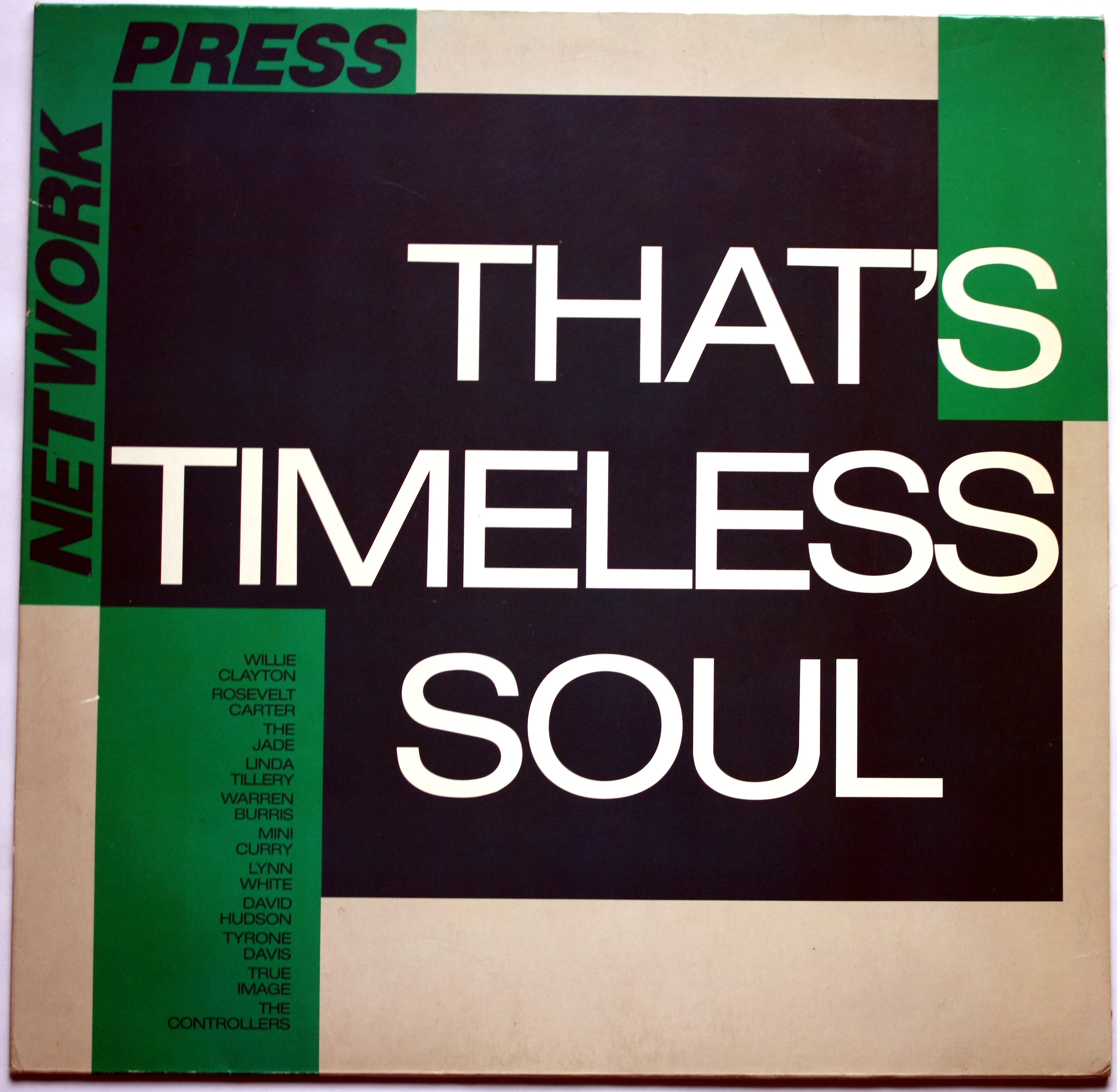
Thats Timeless Soul 1 – Network Press Presents

## Kompilations und Kooperationen
That’s Timeless Soul – Compiled for Network Press by Andre Luth |
Larry Dance Now! - (In Zusammenarbeit mit Newtwork Press) – Columbia 1991 Sony Music Entertainment, über 150.000 verk. Tonträger.

## Kritik
Für zahlreiche DJs war die Kommerzialisierung der Szene ein wesentlicher Kritikpunkt. Jedoch mit der Entwicklung der Clubszene zu dieser Zeit stiegen auch die Vermarktungsansprüche der DJs. Network Press begleitete eine entscheidende Evolution im Bereich der Musikbranche und konnte diese zum Teil mit formen.

## Das Ende der Zeitschriften
Das mittlerweile hochprofitable konzernähnliche Netzwerk „Network Press“ erwirtschaftete rasch wachsende Gewinne aus dem Kerngeschäft des Verlages und den unterschiedlichsten Ablegern des Unternehmens. Das für die Größenordnung des Verlags ungewöhnliche Anzeigenvolumen von großen Verlagshäusern bemerkt, ließ das Interesse am Konzept Network Press ebenfalls wachsen. Es erfolgten Übernahmegespräche, die aber bedingt durch die Entwicklung des Mauerfalls 1989 und dem damit entstandenen, vorrangigen Interesse der Verlagshäuser an neuen Zeitschriftenobjekten im Osten, verschoben wurden.
1992 entstanden unter den Geschäftsführern Differenzen bei der Verwendung der Einnahmen. Durch das Abwandern von Umsätzen in das Ausland und den dadurch entstandenen Interessenskonflikt, sah sich der Geschäftsführer Ralph Kubick nicht mehr in der Lage, die Geschicke des Unternehmens verantwortungsvoll mit dem weiteren Geschäftsführer wahrzunehmen. Er legte sein Amt nach mehreren unternommenen Rettungsversuchen Ende 1992 aus der M.N.S. GmbH nieder.
1993 bedeutete die Entwicklung selbst nach Rettungsversuchen der Belegschaft das Aus für Network Press und die damit verbundenen Abteilungen.